# ديفيد هاند
ديفيد هاند (بالإنجليزية: David Hand)‏ هو منتج أفلام ورسام رسوم متحركة ومخرج أمريكي، ولد في 23 يناير 1900 في بلينفيلد في الولايات المتحدة، وتوفي في 11 أكتوبر 1986 في سان لويس أوبيسبو في الولايات المتحدة.

## وصلات خارجية
- ديفيد هاند على موقع IMDb (الإنجليزية)
- ديفيد هاند على موقع ألو سيني (الفرنسية)
- ديفيد هاند على موقع أول موفي (الإنجليزية)
- ديفيد هاند على موقع قاعدة بيانات الأفلام السويدية (السويدية)
- ديفيد هاند على موقع قاعدة بيانات الفيلم (الإنجليزية)
- ديفيد هاند على موقع كينوبويسك (الروسية)